# Villa Tesei
Ciudad de Villa Tesei es una ciudad argentina ubicada en el partido de Hurlingham dentro de la provincia de Buenos Aires. Forma parte de la Zona Oeste del Gran Buenos Aires. Hasta el año 1994 perteneció al partido de Morón.

## Toponimia
El nombre recuerda a Santos Tesei, inmigrante italiano y almacenero local, cuyo comercio "La Estrella" creció y pasó a cubrir funciones fundamentales para la comunidad del lugar, como la de agencia de trabajo, depósito de dinero y estafeta postal. Tesei se volvió muy popular por la zona, al punto de que su almacén comenzó a ser conocido como "lo de Tesei", y consecuentemente el área aledaña consolidó el nombre, pasando a llamarse Villa Tesei.

## Geografía

### Población
Cuenta con 68,947 habitantes (Indec, 2022), siendo así la ciudad más poblada del partido.

## Oleada inmigratoria post 1945
Ciudad Santos Tesei o Villa Tesei se caracteriza por tener un gran número de ciudadanos italianos, quienes ingresaron durante la Segunda Guerra Mundial y al finalizar la misma (los llamados Niños de la guerra) cuenta el expresidente de la comisión de la asociación Bagnarense, que en una reunión realizada en el año 1955 en el Club Atlético y Social Villa Tesei, se sorprendieron ellos mismos al ver que al menos la mitad de la población de bagnara se encontraba en dicha reunión, eran alrededor de 2 mil personas. La población de bagnara Archivado el 1 de septiembre de 2006 en Wayback Machine. contaba con unos 5 mil habitantes durante la Segunda Guerra Mundial.
Un gran número de habitantes de Bagnara (Italia) y portugueses reside en Ciudad Tesei.
En el Club Bagnarense se festeja todos los años el día de la Virgen, con fuegos artificiales y una espectacular corrida de 100 metros con la Virgen Inmaculada Concepción de María, en la calle Albert Einstein 254.
El desarrollo y crecimiento de la población fue afectado a causa de las importantes fábricas que fueron inauguradas, como ITALAR en 1937 por el sobrino de Benito Mussolini la cual contaba con más de 2 mil empleados en su mejor momento, CIDEC (inaugurada en 1939 por Rosenberg), Tres Cruces, entre otras.
Actualmente posee un pequeño centro comercial desarrollado en la Av. Vergara, y donde antes se encontraba Italar S.A. ahora se encuentra Carrefour.

## Parroquias de la Iglesia católica en Villa Tesei
| Diócesis   | Morón |
| ---------- | --- |
| Parroquias | Santuario Nuestra Señora de la Medalla Milagrosa, Cristo Obrero, Madre de Dios, San Martín de Porres, Santa Marta, San Vicente de Paúl |